# Bouquetot

Bouquetot este o comună în departamentul Eure, Franța. În 1 ianuarie 2022 avea o populație de 1.049 de locuitori.